# Regions Morgan Keegan Championships and the Cellular South Cup 2006 - Qualificazioni doppio femminile
Le qualificazioni del doppio femminile del Regions Morgan Keegan Championships and the Cellular South Cup 2006 sono state un torneo di tennis preliminare per accedere alla fase finale della manifestazione. I vincitori dell'ultimo turno sono entrati di diritto nel tabellone principale. In caso di ritiro di uno o più giocatori aventi diritto a questi sono subentrati i lucky loser, ossia i giocatori che hanno perso nell'ultimo turno ma che avevano una classifica più alta rispetto agli altri partecipanti che avevano comunque perso nel turno finale.
Le qualificazioni del torneo del doppio Regions Morgan Keegan Championships and the Cellular South Cup 2006 prevedevano 2 coppie di cui solo una è entrata nel tabellone principale

## Teste di serie
1. Tetjana Lužans'ka /  Jaroslava Švedova (ultimo turno)

1. Varvara Lepchenko /  Tat'jana Panova (Qualificate)

## Tabellone

### Legenda
| - Q = Qualificato - WC = Wild card - LL = Lucky loser | - ALT = Alternate - SE = Special Exempt - PR = Protected Ranking | - w/o = Walkover - r = Ritirato - d = Squalificato |

### Finale
|  | Finale |                                     |   |  |
|  |        |                                     |   |  |
|  | 2      | Varvara Lepchenko Tat'jana Panova   | 8 |  |
|  | 1      | Tetjana Lužans'ka Jaroslava Švedova | 4 |  |